# Sonora Paramarera
Sonora Paramarera was een Surinaamse muziekformatie met Latijns-Amerikaanse muziek. De groep kende twee periodes: vanaf 1951 en vanaf 1960.
De groep kende haar eerste periode van 1951 tot 1958 en stond toen onder leiding van Eddy Snijders. Door de naamkeuze werd de link gelegd met Spaanstalige muziek uit Latijns-Amerika. Naast merengue en calypso, werd ook de Surinaamse stijl kaseko opgevoerd.
Sonora Paramarera werd in 1960 voortgezet onder een volledig nieuwe bezetting. Deze groep kenmerkte zich door veel percussie. De groep bestond sindsdien uit onder meer de zangers Roy Chin A Paw en Roy Bennet (beide tevens percussie), Ruud Verhelst (tevens saxofoon), en verder pianist Michel Tang Yuk, John van Dal, Rob van Trigt en Steven Ferrier. Bij deze formatie was geen eenzijdige muziekstijl te herkennen. Deze varieerde tussen reggae, salsa, jazz, latin en soca. De groep speelde meermaals met Hans Dulfer en stond in het voorprogramma van Celia Cruz. Nummers die hun populariteit door de jaren heen hebben behouden zijn Kondre nomroe wan, Lobi dee, Presiri verjari, Wan boen dei, Merengue nacional, No mek'A koor'joe en Oen no wan'g we.
In 2013 kwam kwamen meerdere liederen van de groep terecht in de Srefidensi Top 38, een lijst die door een publieksjury werd gekozen ter gelegenheid van 38 jaar Surinaamse onafhankelijkheid. Dat waren Kondre nomru wan op nummer 2, Fit gie sa je bribi op 10, Gro e teki teng op 14 en Wan oen de op 32.